# Joseph Machebeuf
Joseph Projectus Machebeuf (11. srpna 1812, Riom, dep. Puy-de-Dôme, Francie – 7. října 1889, Denver, USA) byl římskokatolický duchovní francouzského původu, první apoštolský vikář a následně biskup v colloradském Denveru. Jeho osudy zpracovala americká spisovatelka Willa Catherová ve svém románu Smrt si jde pro arcibiskupa.